# ۱۱۹۸ (خورشیدی)
۱۱۹۸ هزار و صد و نود و هشتمین سال هجری خورشیدی است.